# Non me lo so spiegare
Non me lo so spiegare è un singolo del cantautore italiano Tiziano Ferro, pubblicato il 13 febbraio 2004 come terzo estratto dal secondo album in studio 111.

## Descrizione
Ferro dichiara che il brano era già pronto ai tempi dell'uscita del primo album Rosso relativo, tuttavia non è stato inserito nel disco. Secondo indiscrezioni l'etichetta discografica ha preferito questa scelta: se il disco Rosso relativo non fosse andato bene, l'etichetta avrebbe presentato Tiziano Ferro al Festival di Sanremo con Non me lo so spiegare. Diversamente, se tale brano fosse stato inserito nell'album, il regolamento del Festival ne avrebbe impedito l'esecuzione a Sanremo.
L'artista ha eseguito il brano in occasione della sua partecipazione al Festivalbar 2004 (nonostante abbia partecipato con Ti voglio bene).
La canzone viene tradotta in lingua spagnola con il titolo No me lo puedo explicar ed inserita nell'album 111 ciento once.

## Video musicale
Il videoclip (in lingua italiana e spagnola) è stato diretto da Paolo Monico e girato a Lissone il 29 gennaio 2004. Ferro canta il brano vicino ad un'automobile, poi la telecamera comincia a ruotare lentamente intorno alla vettura, mostrando all'interno ogni volta una situazione diversa: vediamo dapprima Ferro con una ragazza, poi con un'altra amica, poi con un amico, poi tutti e quattro insieme e così via. La sensazione che trasmettono le immagini del video è più o meno la stessa di cui parla il testo della canzone, ovvero la malinconia di un amore finito.
Nel 2005 il videoclip della versione spagnola è stato inserito nel DVD dell'edizione limitata di 111 ciento once venduta in Messico. Nel 2014 è invece stato inserito quello italiano nel primo DVD della raccolta TZN - The Best of Tiziano Ferro.

## Tracce
CD promozionale (Italia)
1. Non me lo so spiegare – 4:00

CD promozionale (America Latina)
1. No me lo puedo explicar – 4:00

## Cover
Nel 2006 la cantante italiana Laura Pausini ha realizzato una reinterpretazione del brano in duetto con lo stesso Tiziano Ferro, pubblicandola come terzo singolo estratto dall'album Io canto il 23 marzo 2007.
Rispetto alla versione originale di Ferro, questa è cantata più lentamente, ad una tonalità minore, ed è dotata di un arrangiamento più drammatico. La canzone è stata tradotta in lingua spagnola con il titolo No me lo puedo explicar, inserita nell'album Yo canto ed estratta come terzo singolo in Spagna e in America Latina.
I brani (in lingua italiana e spagnola) sono disponibili anche in versione solista di Laura Pausini, tracce bonus della versione dell'album per iTunes.

### Pubblicazioni
Non me lo so spiegare in duetto è stata inserita nelle compilation Love 2012 del 2012 e Radio Italia Story del 2013, nonché in versione dal vivo nell'album San Siro 2007 del 2007.
Nel 2014 questa versione è stata inserita anche nel disco di duetti dell'edizione deluxe della raccolta di Ferro TZN - The Best of Tiziano Ferro.

### Interpretazioni dal vivo
Non me lo so spiegare viene eseguita da Laura Pausini in duetto con Tiziano Ferro in alcune esibizioni dal vivo: il 30 gennaio 2007 al Mediolanum Forum d'Assago, tappa del Nessuno è solo Tour 2007 di Tiziano Ferro; il 31 marzo 2007 durante il programma televisivo di Rai 2 CD Live; il 2 giugno 2007 allo Stadio Giuseppe Meazza di San Siro (versione inserita poi nel DVD San Siro 2007 di Laura Pausini) e il 24 novembre 2009 durante il programma televisivo Due (in onda l'8 dicembre su Rai 2).

### Video musicale
Il videoclip è stato girato a marzo 2007 dal regista Gaetano Morbioli e riprende in buona parte lo spirito di quello originale.
Attraverso il canale YouTube della Pausini è stato pubblicato anche il relativo dietro le quinte.

### Tracce
CD promozionale (Italia)
1. Non me lo so spiegare (con Tiziano Ferro)

CD promozionale (America Latina)
1. No me lo puedo explicar (con Tiziano Ferro)

### Formazione
- Laura Pausini – voce
- Tiziano Ferro – voce
- Emiliano Fantuzzi – chitarra elettrica, chitarra acustica
- Gabriele Fersini – chitarra elettrica
- Cesare Chiodo – basso
- Dado Parisini, Max Costa – tastiera
- Alfredo Golino – batteria